# Severomoravský krajský přebor 1960/1961
V soubojích 1. ročníku Severomoravského krajského přeboru 1960/1961 (jedna ze skupin 3. fotbalové ligy) se utkalo 14 týmů každý s každým dvoukolovým systémem podzim–jaro. Tento ročník začal v srpnu 1960 a skončil v květnu 1961.

## Nové týmy v sezoně 1960/1961
- Ze 2. ligy – sk. B 1959/1960 sestoupilo do Severomoravského krajského přeboru mužstvo VTJ Dukla Olomouc.
- Z Oblastní soutěže – sk. D 1959/1960 (3. nejvyšší soutěž) přešla 4 mužstva: TJ ŽD Bohumín, TJ ŽD Pudlov, TJ Spartak Meopta Přerov a TJ Ostroj Opava
- Z I. A třídy Gottwaldovského, Olomouckého a Ostravského kraje postoupila mužstva TJ TŽ Třinec, TJ Spartak Zbrojovka Vsetín, TJ Rudá hvězda Vsetín, TJ Baník Mír Karviná, TJ Spartak MEZ Frenštát pod Radhoštěm, TJ Spartak PS Přerov, TJ Spartak Uničov, TJ Baník Dolní Suchá a TJ Lokomotiva Šumperk

## Konečná tabulka
Zdroj: 
| Poř. | Tým                                       | Z  | V  | R | P  | VG | OG | B  |
| ---- | ----------------------------------------- | -- | -- | - | -- | -- | -- | -- |
| 1.   | TJ TŽ Třinec (N)                          | 26 | 18 | 4 | 4  | 63 | 22 | 40 |
| 2.   | TJ ŽD Pudlov                              | 26 | 15 | 3 | 8  | 63 | 46 | 33 |
| 3.   | TJ ŽD Bohumín                             | 26 | 14 | 2 | 10 | 57 | 39 | 30 |
| 4.   | VTJ Dukla Olomouc (S)                     | 26 | 11 | 8 | 7  | 60 | 40 | 30 |
| 5.   | TJ Spartak Zbrojovka Vsetín (N)           | 26 | 11 | 7 | 8  | 58 | 38 | 29 |
| 6.   | TJ Spartak Meopta Přerov                  | 26 | 11 | 6 | 9  | 48 | 43 | 28 |
| 7.   | TJ Rudá hvězda Vsetín (N)                 | 26 | 10 | 6 | 10 | 55 | 49 | 26 |
| 8.   | TJ Baník Mír Karviná (N)                  | 26 | 10 | 6 | 10 | 50 | 51 | 26 |
| 9.   | TJ Spartak MEZ Frenštát pod Radhoštěm (N) | 26 | 10 | 6 | 10 | 37 | 48 | 26 |
| 10.  | TJ Ostroj Opava                           | 26 | 10 | 4 | 12 | 51 | 56 | 24 |
| 11.  | TJ Spartak PS Přerov (N)                  | 26 | 8  | 7 | 11 | 40 | 56 | 23 |
| 12.  | TJ Spartak Uničov (N)                     | 26 | 8  | 3 | 15 | 48 | 70 | 19 |
| 13.  | TJ Baník Dolní Suchá (N)                  | 26 | 6  | 5 | 15 | 43 | 74 | 17 |
| 14.  | TJ Lokomotiva Šumperk (N)                 | 26 | 3  | 7 | 16 | 27 | 62 | 13 |

Poznámky:
- Z = Odehrané zápasy; V = Vítězství; R = Remízy; P = Prohry; VG = Vstřelené góly; OG = Obdržené góly; B = Body; (S) = Mužstvo sestoupivší z vyšší soutěže; (N) = Mužstvo postoupivší z nižší soutěže (nováček)

|  | Postup do 2. ligy – sk. B 1961/1962                          |
|  | Sestup do skupin I. A třídy Severomoravského kraje 1961/1962 |